# Rostroconger macrouriceps
Rostroconger macrouriceps – gatunek morskiej ryby węgorzokształtnej z rodziny kongerowatych (Congridae). Reprezentuje monotypowy rodzaj Rostroconger. Został opisany naukowo przez amerykańskiego ichtiologa Davida G. Smitha w 2018 na podstawie jednego osobnika, złowionego w 2007 u wschodnich wybrzeży Luzon (Filipiny). Smith utworzył dla tego gatunku nowy rodzaj, ponieważ różni się on od pozostałych kongerowatych ostro wystającym kostnym wyrostkiem (rostrum) na przednim końcu pyska oraz układem otworów nozdrzy. Holotyp ma 24,1 cm długości całkowitej (TL). Biologia i ekologia tej ryby nie zostały poznane.
Nazwa rodzajowa Rostroconger nawiązuje do wspomnianego rostrum i Conger – rodzaju w rodzinie kongerowatych. Obecność rostrum upodabnia opisany gatunek do ryb z rodziny buławikowatych, stąd epitet gatunkowy macrouriceps – od Macrouridae i łacińskiego słowa ceps (głowa).
Według stanu ze stycznia 2019 gatunek ten nie figuruje w Czerwonej księdze gatunków zagrożonych Międzynarodowej Unii Ochrony Przyrody (IUCN).